# William Poromaa
Bengt William Poromaa (Malmberget, 23 de diciembre de 2000) es un deportista sueco que compite en esquí de fondo.
Ganó tres medallas en el Campeonato Mundial de Esquí Nórdico, en los años 2023 y 2025. Participó en los Juegos Olímpicos de Pekín 2022, ocupando el cuarto lugar en velocidad por equipo y en el relevo.

## Palmarés internacional
| Campeonato Mundial | Campeonato Mundial  | Campeonato Mundial | Campeonato Mundial |
| Año                | Lugar               | Medalla            | Prueba             |
| ------------------ | ------------------- | ------------------ | ------------------ |
| 2023               | Planica (Eslovenia) | Medalla de bronce  | 50 km              |
| 2025               | Trondheim (Noruega) | Medalla de plata   | 50 km              |
| 2025               | Trondheim (Noruega) | Medalla de bronce  | Relevo 4 × 7,5 km  |